# Península Oriental (Celebes)

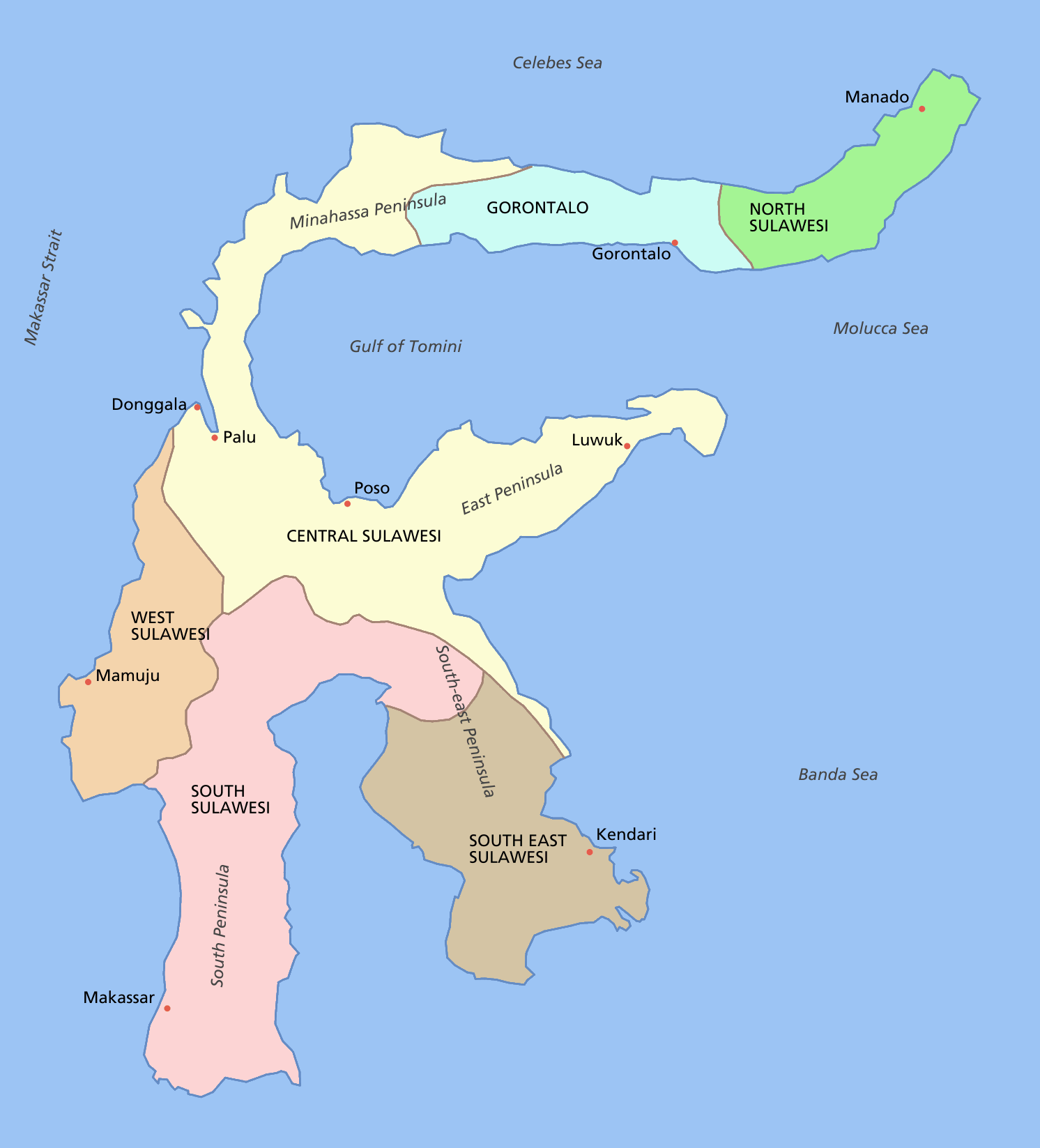
A Península Oriental fica a sul do Golfo de Tomini, no leste de Celebes

A Península Oriental (em indonésio:  Semenanjung Timur) é uma das quatro principais penínsulas na ilha de Celebes, que se estende pelo leste a partir da parte central da ilha, e forma a fronteira sul do Golfo de Tomini.